# Wachovia

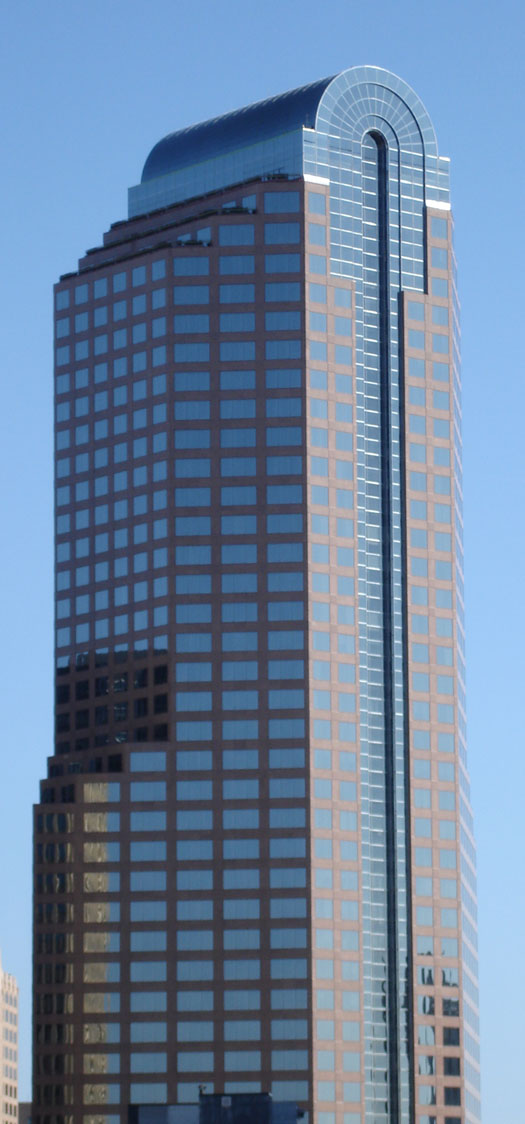
One Wachovia Center sede en Charlotte, Carolina del Norte.

Wachovia, con sede en Charlotte, Carolina del Norte, fue una subsidiaria diversificada en servicios financieros, ciento por ciento propiedad de Wells Fargo. Como empresa independiente, fue el cuarto mayor banco en los Estados Unidos en activos totales.
La compra de Wachovia Corporation por Wells Fargo se completó el 31 de diciembre de 2008. Wells Fargo compró Wachovia tras la imposición del gobierno a su venta, para evitar así su quiebra.
Desde 2009, la marca Wachovia es absorbida por la marca Wells Fargo, en un proceso que inicialmente se calculó que duraría tres años. En julio de 2009, Wachovia Securities se convirtió en Wells Fargo Advisors. La fusión de las carteras de Wells Fargo y del banco Wachovia se completa en 2010.